# 1548 Palomaa
1548 Palomaa eller 1935 FK är en asteroid upptäckt den 26 mars 1935 av den finske astronomen Yrjö Väisälä vid Storheikkilä observatorium. Asteroiden har fått sitt namn efter Matti Herman Palomaa, en finsk kemist.